# Chatagshish
Chatagshish, malena banda Atfalati Indijanaca, jezoična porodica Kalapooian, koja je u ranom 19. stoljeću živjela na području današnjeg okruga Washington u Oregonu. Njihovo selo zvalo se čhatákšiš (Chatagshish), a nalazilo se na Scoggins Creeku, na mjestu nešto niže od Stimson Milla. Sva Atfalati sela bila su nezavisna i imala vlastite poglavice. Kod Gatscheta navode se kao Tcha tägshish.